# Морський фіник звичайний
Морський фіник звичайний (Lithophaga lithophaga) — вид двостулкових молюсків з родини мідієвих (Mytilidae).

## Опис
Раковини Lithophaga lithophaga можуть досягати в довжину близько 8,5 сантиметрів. Вони жовтуваті або коричневі, майже циліндричні, закруглені з обох кінців. Внутрішня частина білувата, переливається фіолетовим з рожевим відтінком. Ці мушлі відносно тонкі. Поверхня майже гладка, покрита лініями росту, які іноді можуть бути досить шорсткими.

## Поширення
Поширений в північно-східній частині Атлантичного океану, Середземному та Червоному морях. Живе, переважно, у припливній зоні, але може трапляється на глибині до 200 м.

## Спосіб життя
Молюск просверлює нори у морській твердій породі. Ріст дуже повільний, і щоб досягти 5 см довжини, йому потрібно від 15 до 35 років. Харчується планктоном, водоростями та органічними рештками, фільтруючи їх із води. Досягає статевої зрілості приблизно через два роки. Кількість яєць, що випускаються за сезон, досягає від 120 000 до приблизно 4,5 мільйонів. Запліднення відбувається у відкритій воді.

## Охорона
Lithophaga lithophaga охороняється в Європі і занесений до Додатку ІІ Бернської конвенції (охоронна категорія: вид підлягає особливій охороні), а також до Директиви Європейського Союзу 92/43/ЄС «Про збереження природних оселищ та видів природної фауни і флори» (Додаток IV. Види рослин і тварин, що становлять особливий інтерес для Європейського Союзу, які потребують суворих заходів охорони).